# 苏家堡城址
苏家堡城址，位于中国青海省大通回族土族自治县景阳镇。当地人称此处遗址为“苏家堡子”，在书面记载中则称之为景阳四方城、苏家堡故城或古方城。2004年5月由青海省人民政府公布为省级重点文物保护单位。

## 介绍
曾为青海省市县级文物保护单位，公布日期为1987年7月27日，类型为古遗址。苏家堡城址的历史年代为明、清。